# Velle (Trøndelag)
Velle is een plaats in de Noorse gemeente Steinkjer, provincie Trøndelag. Velle (met Velde en Vellamelen) telt 439 inwoners (2007) en heeft een oppervlakte van 0,6 km².